# Urbain Clement
Urbain Clement (Torhout, 18 augustus 1884 - 14 september 1960) was een Belgische bakker en dienstdoende burgemeester van Torhout.

## Levensloop
Hij was een zoon van Benjamin Clement en Rosalie Defreyne. Hij trouwde in 1911 in Torhout met Marie Bonny.
Hij was katholiek gemeenteraadslid van Torhout (1928-1958), schepen (1939-1944 en 1945-1946) en dienstdoende burgemeester bij het begin van de Tweede Wereldoorlog (1940) en na de Bevrijding (30 oktober 1944 - 1 augustus 1945).
Hij was ook provincieraadslid voor het district Brugge (1929-1936). Hij was tevens voorzitter van het NCMV Torhout.